# Stanisław Oppeln-Bronikowski
Stanisław Bronikowski herbu własnego (przydomka Oppeln nie używał, ur. 23 lipca 1843, we Wrocławiu, zm. 1 maja 1890 w Poznaniu) – dziennikarz i publicysta poznański.
Stanisław pochodził ze starej polsko-niemieckiej rodziny szlacheckiej, której potomkowie byli ziemianami (głównie w Wielkopolsce i Nowej Marchii), oficerami w różnych armiach i uczonymi. Był synem sławnego hellenisty Antoniego, profesora gimnazjów w Poznaniu i Ostrowie Wlkp. i Albertyny ze Święcickich, starszym bratem polonisty Kazimierza. Ukończył Królewskie Katolickie Gimnazjum w Ostrowie, gdzie nauczał ojciec, i zaczął studia prawnicze na Uniwersytecie im. Fryderyka Wilhelma we Wrocławiu, które zmuszony był po 2 latach przerwać ze względu na początki gruźlicy płuc. Po wybuchu wojny francusko-pruskiej w roku 1870 powołano go jako podporucznika do armii pruskiej i musiał mimo słabego zdrowia odbyć całą dwuletnią kampanię. Po powrocie do Wielkopolski w roku 1872 podjął pracę redaktora w poznańskiej gazecie Dziennik Poznański, gdzie pracował do śmierci. W okresie kulturkampfu został skazany na karę więzienia. W swej pracy dziennikarskiej pisał głównie recenzje teatralne i literackie, zajmował się także publicystyką na tematy społeczne. Rozwijając myśl Karola Libelta "wspólność zatrudnień dla płci obojej byłaby tylko anarchją w świecie społecznym, jakąby była w świecie moralnym wspólność żon i mężów", wystąpił w roku 1877 z polemicznym pismem "Emancypacja i równouprawnienie kobiet", gdzie ostro potępiał emancypację kobiet.
Stanisław Bronikowski był żonaty ze swą kuzynką Heleną ze Święcickich i miał z nią pięcioro dzieci.